# Glenn (navn)
Glenn er et fornavn og et efternavn. Glenn er beslægtet med Glen, Glynn og Glyn.

## Navn
Efternavnet Glenn er afledt fra det irsk/skotsk-gælliske ord gleann som igen er afledt af glendos (betyder dal). I det 19. århundrede blev Glenn også et almindeligt fornavn i engelsktalende kulturer.
I Sverige er Glenn et relativt almindeligt fornavn i de vestlige dele af landet og især i Göteborg, oprindeligt grundet til en større immigration af skotter, specielt i byens tidlige århundreder.[kilde mangler] Navnet var hyppigt forekommende på det lokale fodboldhold IFK Göteborg i de tidlige 1980'ere havde ikke færre end fire spillere med navnet Glenn; Glenn Hysén, Glenn Strömberg, Glenn Schiller og Glenn Holm.
Det svenske navn Glenn er ikke af gællisk oprindelse, men derimod afledt af den nordiske gud (menneske?) Glenr.[kilde mangler]

## Fornavn
Glenn kan henføre til:

### Indenfor musik
- Glenn Branca (født 1948), amerikansk avant-garde komponist og guitarist.
- Glenn Danzig (født 1955), amerikansk rockmusiker
- Glenn Gould (1932–1982), canadisk pianist
- Glenn Ljungström (født 1974), svensk musiker
- Glenn Miller (1904–1944), amerikansk jazzmusiker
- Glenn Tipton (født 1947), engelsk rockmusiker
- Glenn Troutman (født 1934), sanger

### Andre områder
- Glenn Beck (født 1964), amerikansk radio og tv vært
- Glenn Christian, (født 1976) dansk digter og forfatter
- Glenn Close (født 1947), amerikansk skuespillerinde
- Glenn Ford (1916–2006), amerikansk skuespiller
- Glenn Gilberti (født 1968), amerikansk wrestler
- Glenn Gretlund (født 1947), dansk atlet
- Glenn Hoddle (født 1957), engelsk fodboldspiller
- Glenn Howerton (født 1976), amerikansk skuespiller
- Glenn Hysén (født 1959), svensk fodboldspiller
- Glenn Jacobs wrestler
- Glenn Quinn (1970–2002), irsk skuespiller
- Glenn Ringtved (født 1968), dansk forfatter
- Glenn Strömberg (født 1960), svensk fodboldspiller
- Glenn T. Seaborg (1912–1999), amerikansk kemiker
- Glenn Whelan (født 1984), irsk fodboldspiller

### Fiktion
- Glenn Quagmire, fra den animerede amerikanske tv-sitcom Family Guy

## Efternavn
- John Glenn (1921–2016), amerikansk test pilot, astronaut og senator
- Scott Glenn (født 1941), amerikansk skuespiller